# Pierella lena
Pierella lena är en fjärilsart som beskrevs av Carl von Linné 1767. Pierella lena ingår i släktet Pierella och familjen praktfjärilar. Inga underarter finns listade i Catalogue of Life.

## Bildgalleri

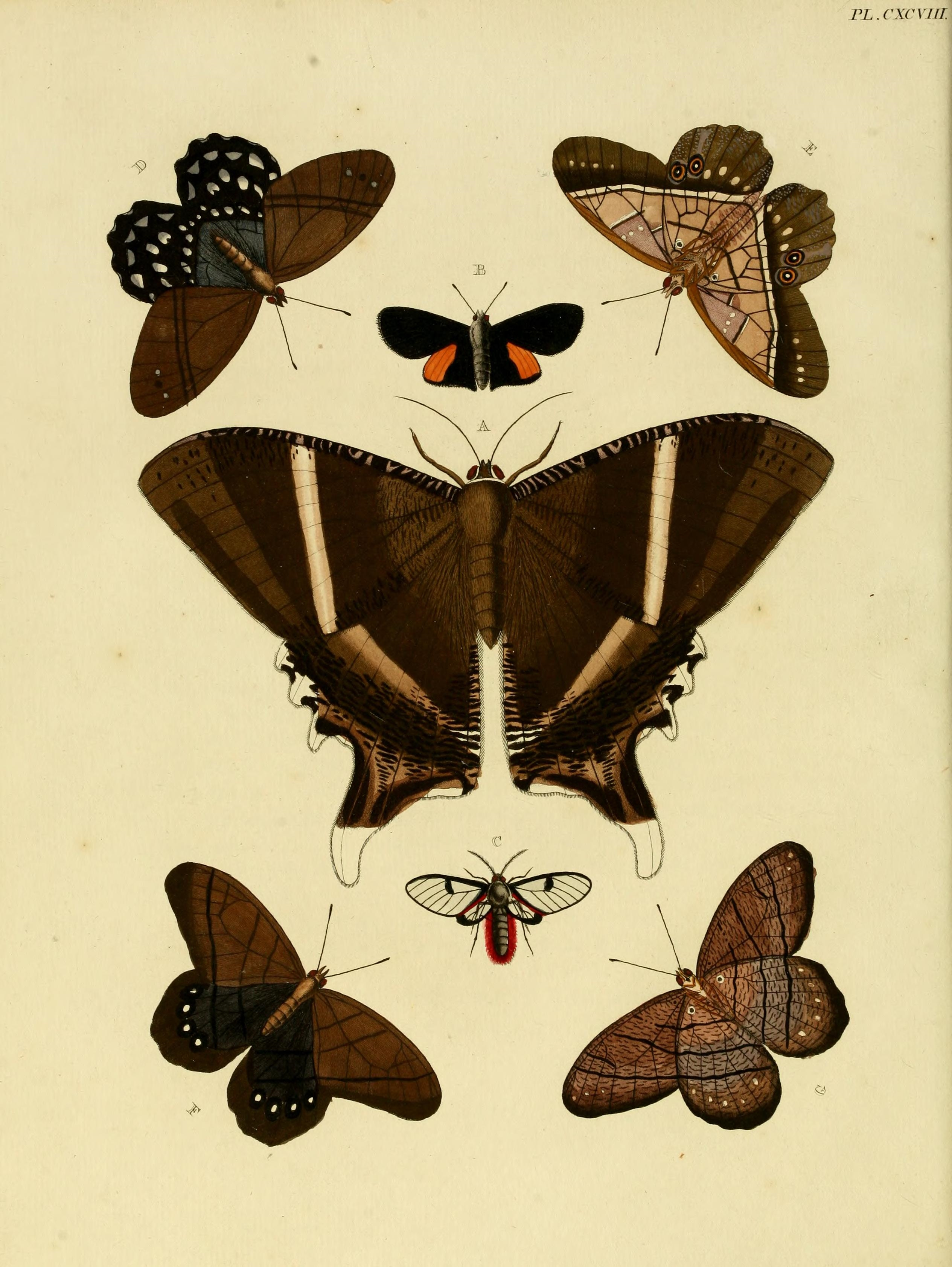
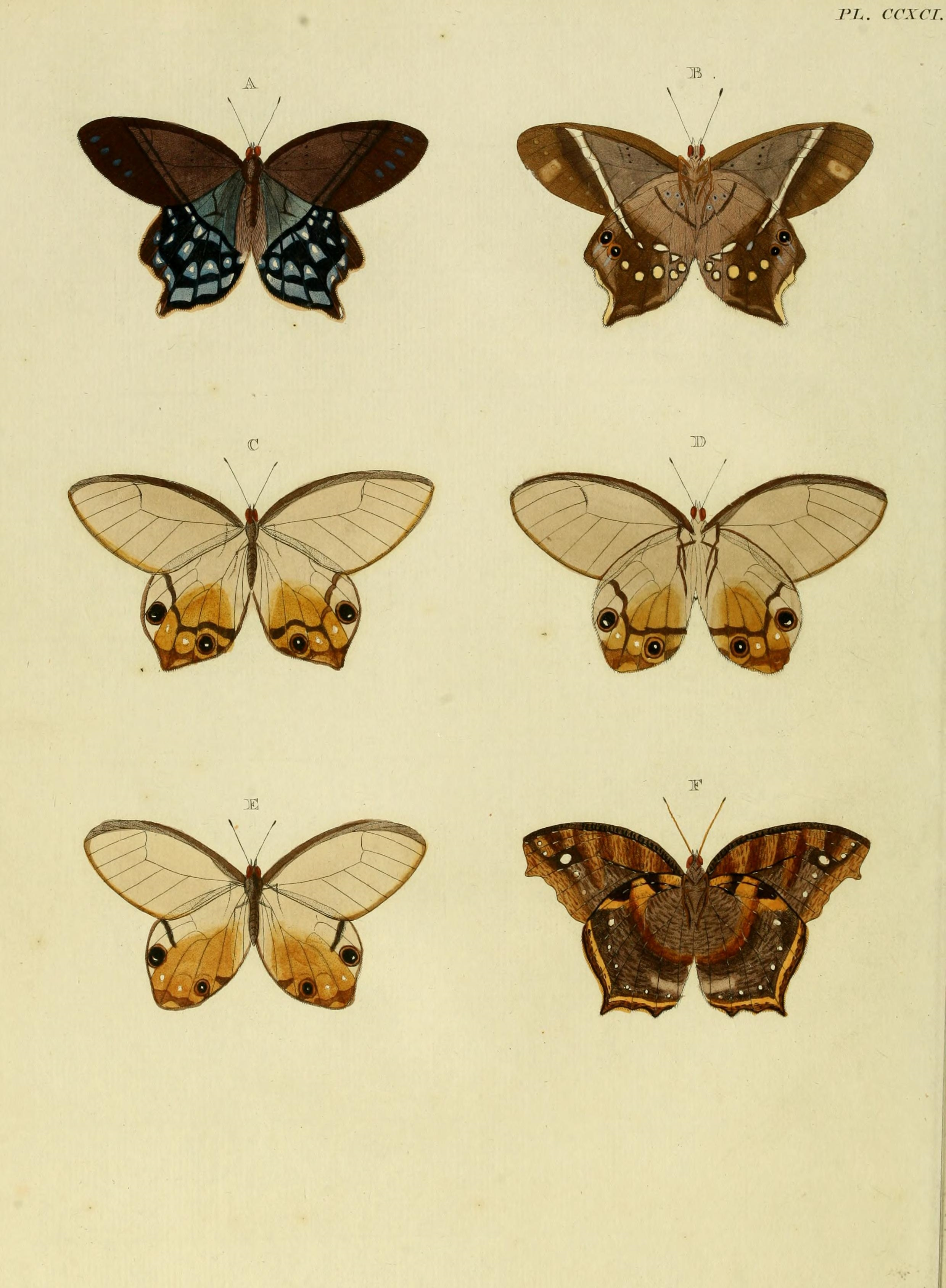
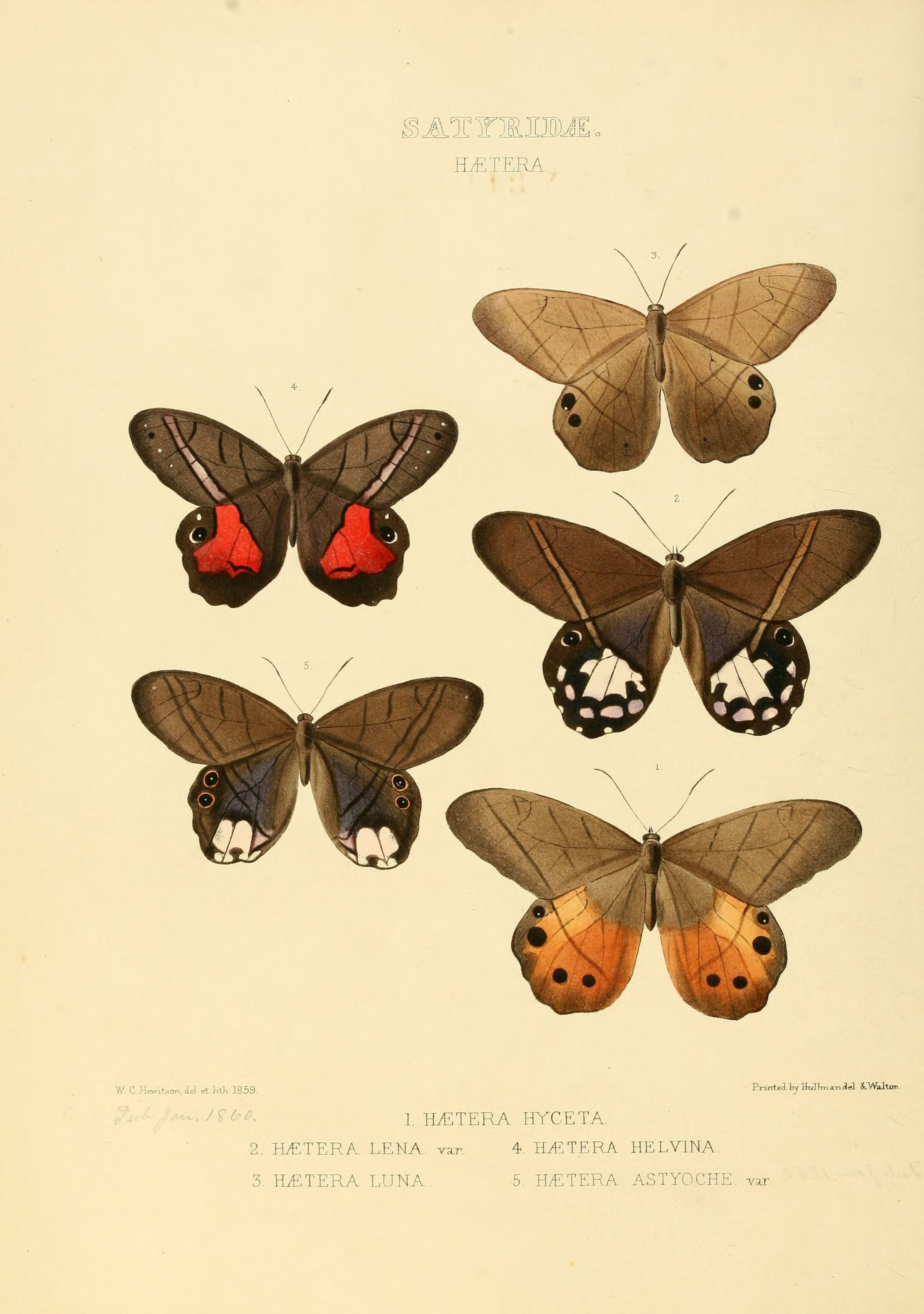
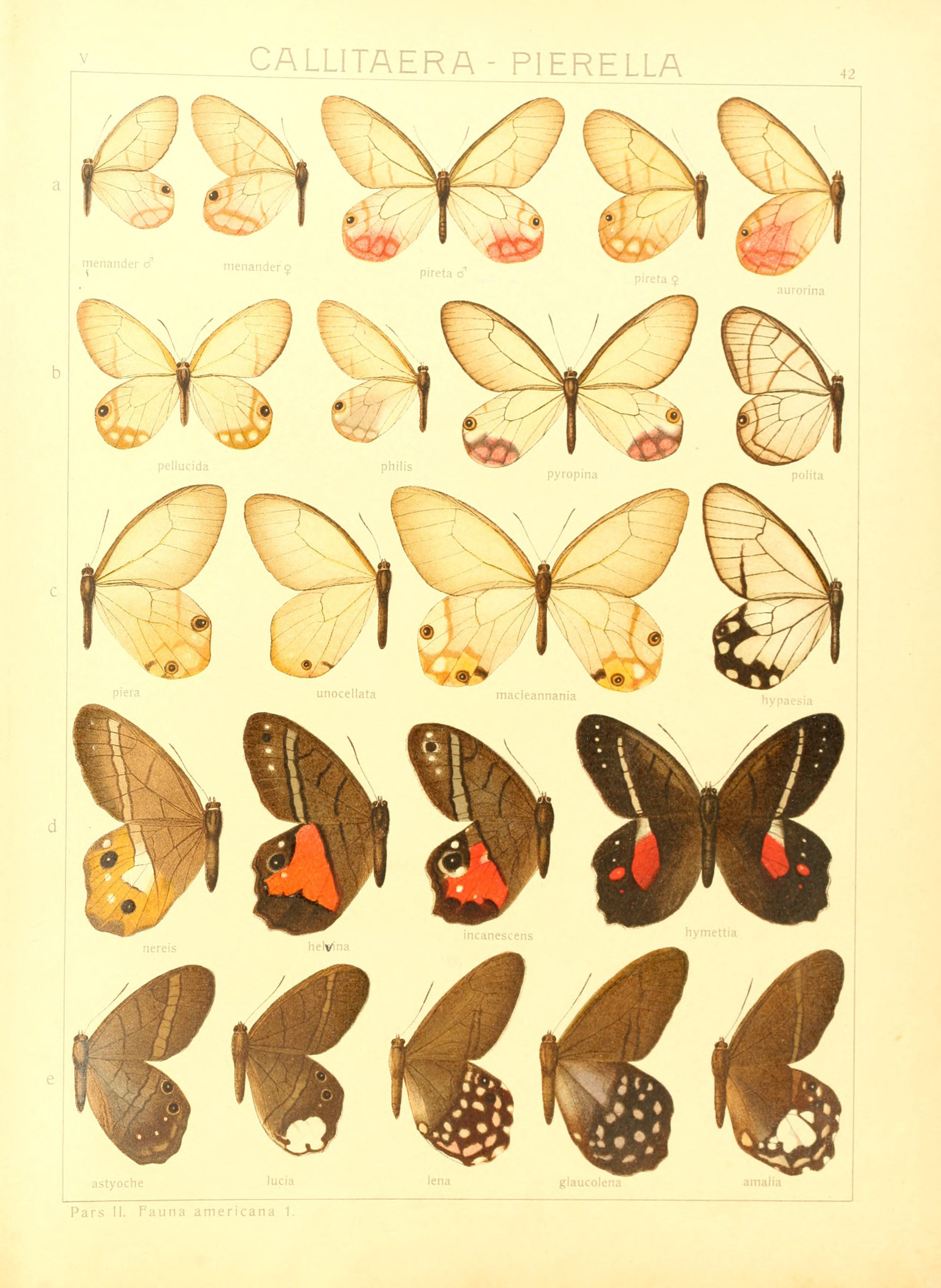